# Wildnörderer
Wildnörderer är en bergstopp i Österrike. Den ligger i distriktet Landeck och förbundslandet Tyrolen, i den västra delen av landet. Toppen på Wildnörderer är 3 015 meter över havet.
Den högsta punkten i närheten är Seekarköpfe, 3 066 meter över havet, söder om Wildnörderer. Närmaste större samhälle är Pfunds, 9,6 km nordväst om Wildnörderer. 
Trakten runt Wildnördererkopf består i huvudsak av alpin tundra och kala bergstoppar.